# 2022年北京オリンピックのオランダ選手団
2022年北京オリンピックのオランダ選手団（2022ねんペキンオリンピックのオランダせんしゅだん）は、2022年2月4日から2月20日まで中華人民共和国の北京で開催された2022年北京オリンピックのオランダの選手団。

## メダル
| メダル | 選手名                                                                                      | 競技                             | 種目               | 日付    |
| ------ | ------------------------------------------------------------------------------------------- | -------------------------------- | ------------------ | ------- |
| 金     | イレーネ・スハウテン                                                                        | スピードスケート                 | 女子3000m          | 2月5日  |
| 金     | イレイン・ブスト                                                                            | スピードスケート                 | 女子1500m          | 2月7日  |
| 金     | キエルト・ナウス                                                                            | スピードスケート                 | 男子1500m          | 2月8日  |
| 金     | イレーネ・スハウテン                                                                        | スピードスケート                 | 女子5000m          | 2月10日 |
| 金     | スザンヌ・シュルティング                                                                    | ショートトラックスピードスケート | 女子1000m          | 2月11日 |
| 金     | スザンヌ・シュルティング セルマ・パウツマ クサンドラ・フェルゼブール ヤラ・ファン・ケルコフ | ショートトラックスピードスケート | 女子3000mリレー    | 2月13日 |
| 金     | トマス・クロル                                                                              | スピードスケート                 | 男子1000m          | 2月18日 |
| 金     | イレーネ・スハウテン                                                                        | スピードスケート                 | 女子マススタート   | 2月19日 |
| 銀     | パトリック・ルスト                                                                          | スピードスケート                 | 男子5000m          | 2月6日  |
| 銀     | スザンヌ・シュルティング                                                                    | ショートトラックスピードスケート | 女子500m           | 2月7日  |
| 銀     | トマス・クロル                                                                              | スピードスケート                 | 男子1500m          | 2月8日  |
| 銀     | パトリック・ルスト                                                                          | スピードスケート                 | 男子10000m         | 2月11日 |
| 銀     | ユッタ・レールダム                                                                          | スピードスケート                 | 女子1000m          | 2月17日 |
| 銅     | アントワネット・デ・ヨング                                                                  | スピードスケート                 | 女子1500m          | 2月7日  |
| 銅     | キンベルリー・ボス                                                                          | スケルトン                       | 女子               | 2月12日 |
| 銅     | マレイケ・フルーネヴァウト イレーネ・スハウテン イレイン・ブスト ほか1名                    | スピードスケート                 | 女子団体パシュート | 2月15日 |
| 銅     | スザンヌ・シュルティング                                                                    | ショートトラックスピードスケート | 女子1500m          | 2月16日 |